# Morti nel 1991/Maggio
| Questa pagina contiene informazioni ricavate automaticamente dalle voci biografiche con l'ausilio del template Bio e di un bot. L'aggiornamento è periodico e automatico e ricostruisce completamente la pagina. Se manca una persona in questa lista, sei pregato di non aggiungerla, ma accertati piuttosto che la sua voce biografica contenga il template Bio e che i dati anagrafici siano correttamente compilati. Se il template Bio manca, inseriscilo tu stesso o, in alternativa, metti l'avviso {{tmp\|Bio}} che ne segnala la mancanza. Se i dati riportati sono sbagliati, correggi direttamente la voce biografica; le modifiche saranno visibili in questa lista entro pochi giorni. Per chiarimenti vedi il progetto biografie. La lista contiene solo le 109 persone che sono citate nell'enciclopedia e per le quali è stato implementato correttamente il template Bio. Pagina aggiornata al 3 mar 2024. |

- 1º maggio - Mary McAllister, attrice statunitense (n. 1909)
- 1º maggio - Cesare Merzagora, politico e banchiere italiano (n. 1898)
- 1º maggio - Richard Thorpe, regista e sceneggiatore statunitense (n. 1896)
- 2 maggio - Luigi Burtulo, politico italiano (n. 1918)
- 2 maggio - Richard Threlkeld Cox, fisico e statistico statunitense (n. 1898)
- 2 maggio - Robert Elter, calciatore lussemburghese (n. 1899)
- 2 maggio - José Jorge González, calciatore argentino (n. 1944)
- 3 maggio - Mohammed Abdel Wahab, attore, cantante e compositore egiziano (n. 1902)
- 3 maggio - Silvano Baresi, politico italiano (n. 1914)
- 3 maggio - Harry Gibson, pianista e cantautore statunitense (n. 1915)
- 3 maggio - Jerzy Kosinski, scrittore polacco (n. 1933)
- 3 maggio - Georges Wellers, storico e chimico francese (n. 1905)
- 4 maggio - Luigi Facelli, ostacolista e velocista italiano (n. 1898)
- 4 maggio - Mohammed Khadda, pittore e scultore algerino (n. 1930)
- 5 maggio - Theo Pinkus, pubblicista e editore svizzero (n. 1909)
- 5 maggio - Francesco Rier, calciatore italiano (n. 1908)
- 5 maggio - Richard A. Teague, designer statunitense (n. 1923)
- 6 maggio - Wilfrid Hyde-White, attore inglese (n. 1903)
- 6 maggio - Guido Martina, fumettista, drammaturgo e regista italiano (n. 1906)
- 6 maggio - Herbert Schäfer, calciatore tedesco (n. 1927)
- 6 maggio - Aldo Tomassini, scenografo italiano (n. 1912)
- 7 maggio - Hans Bender, medico e psicologo tedesco (n. 1907)
- 7 maggio - Franco D'Attoma, imprenditore e dirigente sportivo italiano (n. 1923)
- 7 maggio - Eugenio Plaja, diplomatico italiano (n. 1914)
- 7 maggio - Wolfgang Reichmann, attore tedesco (n. 1932)
- 8 maggio - Joseph Kramm, drammaturgo statunitense (n. 1907)
- 8 maggio - Jean Langlais, organista e compositore francese (n. 1907)
- 8 maggio - Rudolf Serkin, pianista austriaco (n. 1903)
- 9 maggio - Ralph Breyer, nuotatore statunitense (n. 1904)
- 9 maggio - Janka Djagileva, cantautrice e poetessa sovietica (n. 1966)
- 9 maggio - István Messzi, sollevatore ungherese (n. 1961)
- 10 maggio - Béla Balassa, economista ungherese (n. 1928)
- 10 maggio - Francisco Peralta, calciatore spagnolo (n. 1919)
- 10 maggio - Edoardo Ratti, calciatore italiano (n. 1908)
- 10 maggio - Jörgen Smit, pedagogista norvegese (n. 1916)
- 10 maggio - Georg Strobl, hockeista su ghiaccio tedesco (n. 1910)
- 11 maggio - Dino Di Luca, cantante e attore italiano (n. 1903)
- 11 maggio - Ho Dam, politico nordcoreano (n. 1929)
- 11 maggio - Angelo Custode Masciale, politico italiano (n. 1918)
- 13 maggio - Abderrahmane Farès, politico algerino (n. 1911)
- 13 maggio - Pasquale Saraceno, economista italiano (n. 1903)
- 14 maggio - Venerando Correnti, antropologo italiano (n. 1909)
- 14 maggio - Aladár Gerevich, schermidore ungherese (n. 1910)
- 14 maggio - Jiang Qing, politica cinese (n. 1914)
- 14 maggio - Etelredo Pascolo, politico e giornalista italiano (n. 1898)
- 15 maggio - Shintarō Abe, politico giapponese (n. 1924)
- 15 maggio - Giampiero Albertini, attore e doppiatore italiano (n. 1927)
- 15 maggio - Amadou Hampâté Bâ, scrittore, filosofo e antropologo maliano (n. 1901)
- 15 maggio - Ronald Lacey, attore britannico (n. 1935)
- 15 maggio - Fritz Riess, pilota automobilistico tedesco (n. 1922)
- 15 maggio - Eileen Sedgwick, attrice statunitense (n. 1898)
- 17 maggio - Remigio Ferretti, letterato, saggista e poeta italiano (n. 1921)
- 17 maggio - Osvaldo Ferrini, calciatore e allenatore di calcio italiano (n. 1914)
- 17 maggio - Tom Trana, pilota automobilistico svedese (n. 1937)
- 17 maggio - Angelo Vicari, funzionario e prefetto italiano (n. 1908)
- 18 maggio - Edwina Booth, attrice statunitense (n. 1904)
- 18 maggio - Muriel Box, sceneggiatrice e regista britannica (n. 1905)
- 18 maggio - Nicholas Thomas Elko, arcivescovo cattolico statunitense (n. 1909)
- 18 maggio - Hoàng Văn Hoan, politico vietnamita (n. 1905)
- 18 maggio - Zdzisław Kostrzewa, calciatore polacco (n. 1955)
- 18 maggio - Rudolf Nierlich, sciatore alpino austriaco (n. 1966)
- 19 maggio - Gabino Arregui, calciatore argentino (n. 1914)
- 19 maggio - Wim Lakenberg, calciatore olandese (n. 1921)
- 19 maggio - Mario Panzeri, paroliere e compositore italiano (n. 1911)
- 19 maggio - Gonario Pinna, avvocato, saggista e scrittore italiano (n. 1898)
- 20 maggio - Michel Gauquelin, psicologo, statistico e astrologo francese (n. 1928)
- 21 maggio - Ioan Petru Culianu, storico delle religioni, scrittore e filosofo romeno (n. 1950)
- 21 maggio - Nicholas Dante, librettista e ballerino statunitense (n. 1941)
- 21 maggio - Rajiv Gandhi, politico indiano (n. 1944)
- 21 maggio - Renato Mieli, giornalista italiano (n. 1912)
- 21 maggio - Thenmuli Rajaratnam, terrorista indiana (n. 1974)
- 21 maggio - Toni Seven, attrice e modella statunitense (n. 1922)
- 22 maggio - Lino Brocka, regista e sceneggiatore filippino (n. 1939)
- 22 maggio - Jakob Mil'man, ingegnere ucraino (n. 1911)
- 22 maggio - Stan Mortensen, calciatore e allenatore di calcio inglese (n. 1921)
- 23 maggio - Luigi Faggioni, ammiraglio italiano (n. 1909)
- 23 maggio - Gino Giaroli, allenatore di calcio e calciatore italiano (n. 1924)
- 23 maggio - Piero Guarino, pianista, direttore d'orchestra e compositore italiano (n. 1919)
- 23 maggio - Wilhelm Kempff, pianista, organista e compositore tedesco (n. 1895)
- 23 maggio - René Lefèvre, attore francese (n. 1898)
- 23 maggio - Fletcher Markle, regista e produttore cinematografico statunitense (n. 1921)
- 23 maggio - Edmond Michiels, pallanuotista belga (n. 1913)
- 23 maggio - Jean Van Houtte, politico belga (n. 1907)
- 24 maggio - Gene Clark, cantautore statunitense (n. 1944)
- 25 maggio - Ilse Lichtenstädter, orientalista tedesca (n. 1907)
- 25 maggio - Miria di San Servolo, attrice e costumista italiana (n. 1923)
- 26 maggio - Gerald Birks, aviatore canadese (n. 1894)
- 26 maggio - Tom Eyen, drammaturgo, librettista e paroliere statunitense (n. 1940)
- 26 maggio - Léon Gischia, pittore francese (n. 1903)
- 26 maggio - Eugène Lourié, regista francese (n. 1905)
- 26 maggio - Armando Saitta, storico italiano (n. 1919)
- 27 maggio - Aldo Amaduzzi, economista italiano (n. 1904)
- 27 maggio - Renzo Helfer, politico italiano (n. 1914)
- 27 maggio - Lorenzo Provvedi, fantino italiano (n. 1911)
- 28 maggio - Mario Marchesani, generale italiano (n. 1908)
- 28 maggio - Walter Steinbauer, bobbista tedesco (n. 1945)
- 29 maggio - Armando Bonato, fumettista italiano (n. 1923)
- 29 maggio - Coral Browne, attrice australiana (n. 1913)
- 29 maggio - Ugo Massocco, ciclista su strada italiano (n. 1928)
- 30 maggio - Filip Bonačić, pallanuotista jugoslavo (n. 1911)
- 30 maggio - Francesco Meregalli, allenatore di calcio e calciatore italiano (n. 1918)
- 30 maggio - Eugene Oberst, giavellottista, giocatore di football americano e allenatore di football americano statunitense (n. 1901)
- 30 maggio - Francesco Ricci, presbitero italiano (n. 1930)
- 31 maggio - Paul Campani, animatore, fumettista e regista italiano (n. 1923)
- 31 maggio - Phyllis Danaher, ballerina, insegnante e coreografa australiana (n. 1908)
- 31 maggio - Marino Gentile, filosofo e pedagogista italiano (n. 1906)
- 31 maggio - Magnus Hestenes, matematico statunitense (n. 1906)
- 31 maggio - Hans Schwartz, calciatore tedesco (n. 1913)
- 31 maggio - Angus Wilson, scrittore britannico (n. 1913)